# Бразил на Светском првенству у атлетици на отвореном 2013.
Бразил је на Светском првенству у атлетици на отвореном 2013. одржаном у Москви од 10. до 18. августа, учествовао четрнаести пут, односно учествовао је на свим првенствима до данас. Репрезентацију Бразила представљало је 32 учесника (20 мушкараца и 12 жена) који су се такмичили у десет тркачких и седам техничких дисциплина.,
У табели успешности према броју и пласману такмичара који су учествовали у финалним такмичењима (првих 8 такмичара) Бразил је са 7 учесника у финалу делио 19. место са 19 бодова.
На овом првенству Бразил није освојио ниједну медаљу, али је остварио један рекорд континента, један национални рекорда, пет личних рекорда и пет личних рекорда сезоне.
| Плас. | Земља  | 1. место | 2. место | 3. место | 4. место | 5. место | 6. место | 7. место | 8. место | Бр. финал. | Бод. |
| ----- | ------ | -------- | -------- | -------- | -------- | -------- | -------- | -------- | -------- | ---------- | ---- |
| =19.  | Бразил | 0        | 0        | 0        | 0        | 2        | 2        | 2        | 1        | 7          | 19   |

## Учесници
| Мушкарци: - Бруно де Барос — 200 м - Алдемир да Силва Жуниор — 200 м - Андерсон Енрикес — 400 м, 4 х 400 м - Клеберсон Давиде — 800 м - Махау Сугимати — 400 м препоне - Солонеј да Силва — Маратон - Пауло Роберт Паула — Маратон - Кајо Бонфим — 20 км ходање - Марио дос Сантос — 50 км ходање - Педро Луиз де Оливеира — 4 х 400 м - Вагнер Кардосо — 4 х 400 м - Hugo de Sousa — 4 х 400 м - Мауро Виницијус да Силва — Скок увис - Аугусто де Оливеира — Скок мотком - Тијаго Браз да Силва — Скок мотком - Жоао Габријел Соуза — Скок мотком - Џеферсон Сабино — Троскок - Роналд Жулијао — Бацање диска - Карлос Чинин — Десетобој | Жене: - Ана Клаудија Лемос да Силва — 100 м, 200 м, 4х100 м - Франсијела Красуки — 100 м, 200 м, 4х100 м - Joelma Sousa — 400 м - Евелин Дос Сантос — 4х100 м - Росанжела Сантос — 4х100 м - Ванда Гомез — 4х100 м - Фабијана Мурер — Скок мотком - Карла Розе да Силва — Скок мотком - Жеиса Арканжо — Бацање кугле - Жусилене де Лима — Бацање копља - Фернанда Ракел Боржес Мартинс — Бацање диска - Кеила Коста — Троскок |  |

## Резултати

### Мушкарци
| Атлетичар                                                                               | Дисциплина    | Лични рекорд | Квалификације                | Квалификације                | Полуфинале                                | Полуфинале            | Финале                | Финале       | Детаљи                                     |
| Атлетичар                                                                               | Дисциплина    | Лични рекорд | Резултат                     | Место                        | Резултат                                  | Место                 | Резултат              | Место        | Детаљи                                     |
| --------------------------------------------------------------------------------------- | ------------- | ------------ | ---------------------------- | ---------------------------- | ----------------------------------------- | --------------------- | --------------------- | ------------ | ------------------------------------------ |
| Бруно де Барос                                                                          | 200 м         | 20,16        | 20,60                        | 4. у гр 3                    | Нису се квалификовали                     | Нису се квалификовали | Нису се квалификовали | 19 / 55 (56) | Архивирано на веб-сајту (21. октобар 2013) |
| Алдемир да Силва Жуниор                                                                 | 200 м         | 20,38        | 20,73                        | 4. у гр 4                    | Нису се квалификовали                     | Нису се квалификовали | Нису се квалификовали | 29 / 55 (56) | Архивирано на веб-сајту (21. октобар 2013) |
| Андерсон Енрикес                                                                        | 400 м         | 45,16        | 45,13 КВ ЛР                  | 1. у гр 2                    | 44,95 кв ЛР                               | 3. у гр 1             | 45,03                 | 8 / 32 (35)  |                                            |
| Клеберсон Давиде                                                                        | 800 м         | 1:44,21      | 1:48,28                      | 5. у гр 1                    | Није се квалификовао                      | Није се квалификовао  | Није се квалификовао  | 35 / 47 (49) | Архивирано на веб-сајту (22. октобар 2013) |
| Махау Сугимати                                                                          | 400 м препоне | 48,67        | 50,00 кв                     | 6. у гр 5                    | 50,27                                     | 6. у гр 2             | Није се квалификовао  | 20 / 33 (37) |                                            |
| Солонеј да Силва                                                                        | Маратон       | 2:11:32      |                              |                              |                                           |                       | 2:11:40 ЛРС           | 6 / 50 (72)  | Архивирано на веб-сајту (15. јул 2018)     |
| Paulo Roberto Paula                                                                     | Маратон       | 2:10:23      | 2:11:40 ЛРС                  | 7 / 50 (72)                  |                                           |                       |                       |              | Архивирано на веб-сајту (15. јул 2018)     |
| Кајо Бонфим                                                                             | 20 км ходање  | 1:21:36      | Дисквалификован по чл. 230.6 | Дисквалификован по чл. 230.6 | Архивирано на веб-сајту (3. октобар 2019) |                       |                       |              |                                            |
| Mário dos Santos                                                                        | 50 км ходање  | 3:58:30 НР   | 4:06:12 ЛРС                  | 43 / 46 (64)                 | Архивирано на веб-сајту (3. октобар 2019) |                       |                       |              |                                            |
| Pedro Luiz de Oliveira Wagner Cardoso Андерсон Енрикес Hugo de Sousa Jonathan da Silva* | 4 х 400 м     | 2:58,56 НР   | 3:01,09 кв НРС               | 4. у гр 2                    |                                           |                       | 3:02,19               | 7 / 46 (64)  | [ мртва веза ]                             |
| Мауро Виницијус да Силва                                                                | Скок удаљ     | 8,31         | 7,92 кв                      | 6. у гр А                    | 8,24                                      | 5 / 28 (29)           | [ мртва веза ]        |              |                                            |
| Аугусто де Оливеира                                                                     | Скок мотком   | 5,82         | 5,55 кв                      | 3. у гр Б                    | 5,65                                      | 11 / 32 (40)          | [ мртва веза ]        |              |                                            |
| Тијаго Браз да Силва                                                                    | Скок мотком   | 5,83 НР      | 5,40                         | 10. у гр А                   | Нису се квалификовали                     | 14 / 32 (40)          | [ мртва веза ]        |              |                                            |
| Жоао Габријел Соуза                                                                     | Скок мотком   | 5,61         | 5,25                         | 12. у гр Б                   | Нису се квалификовали                     | 29 / 32 (40)          | [ мртва веза ]        |              |                                            |
| Џеферсон Сабино                                                                         | Троскок       | 17,28        | 16,49                        | 8. у гр А                    | Нису се квалификовали                     | 16 / 20 (22)          | [ мртва веза ]        |              |                                            |
| Роналд Жулијао                                                                          | Бацање диска  | 65,55 НР     | 59,36                        | 12. у гр Б                   | Нису се квалификовали                     | 22 / 30               | [ мртва веза ]        |              |                                            |

- Атлетичар у штафети означен звездицом био је резерва и није учествовао у трци штафете.

Десетобој
| Дисциплина    | Карлос Чинин Архивирано на веб-сајту (28. октобар 2013) | Карлос Чинин Архивирано на веб-сајту (28. октобар 2013) | Карлос Чинин Архивирано на веб-сајту (28. октобар 2013) | Карлос Чинин Архивирано на веб-сајту (28. октобар 2013) | Карлос Чинин Архивирано на веб-сајту (28. октобар 2013) | Карлос Чинин Архивирано на веб-сајту (28. октобар 2013) |
| Дисциплина    | Лич. рек.                                               | Резултат                                                | Бод.                                                    | Плас.                                                   | Укупно                                                  | Плас.                                                   |
| ------------- | ------------------------------------------------------- | ------------------------------------------------------- | ------------------------------------------------------- | ------------------------------------------------------- | ------------------------------------------------------- | ------------------------------------------------------- |
| 100 м         | 10,85                                                   | 10,95 ЛРС                                               | 910                                                     | 7                                                       |                                                         |                                                         |
| Скок удаљ     | 7,55                                                    | 7,54                                                    | 945                                                     | 6                                                       | 1.855                                                   | 8                                                       |
| Бацање кугле  | 15,28                                                   | 14,49                                                   | 758                                                     | 10                                                      | 2.613                                                   | 6                                                       |
| Скок увис     | 2,04                                                    | 1,96                                                    | 767                                                     | 19                                                      | 3.380                                                   | 6                                                       |
| 400 м         | 48,18                                                   | 48,80                                                   | 871                                                     | 14                                                      | 4.251                                                   | 10                                                      |
| 110 м препоне | 14,08                                                   | 14,05 ЛР                                                | 968                                                     | 4                                                       | 5.219                                                   | 7                                                       |
| Бацање диска  | 48,38                                                   | 45,84 ЛРС                                               | 784                                                     | 7                                                       | 6.003                                                   | 6                                                       |
| Скок мотком   | 5,10                                                    | 5,10 ЛР                                                 | 941                                                     | 8                                                       | 6.944                                                   | 5                                                       |
| Бацање копља  | 59,98                                                   | 59,98 ЛР                                                | 738                                                     | 16                                                      | 7.682                                                   | 5                                                       |
| 1.500 м       | 4:23,99                                                 | 4:36,01                                                 | 706                                                     | 16                                                      |                                                         |                                                         |
| Десетобој     | 8.393 НР                                                |                                                         |                                                         |                                                         | 8.388                                                   | 6                                                       |

### Жене
| Атлетичарка                                                                                    | Дисциплина   | Лични рекорд        | Квалификације | Квалификације | Полуфинале            | Полуфинале            | Финале                                     | Финале             | Детаљи                                       |
| Атлетичарка                                                                                    | Дисциплина   | Лични рекорд        | Резултат      | Место         | Резултат              | Место                 | Резултат                                   | Место              | Детаљи                                       |
| ---------------------------------------------------------------------------------------------- | ------------ | ------------------- | ------------- | ------------- | --------------------- | --------------------- | ------------------------------------------ | ------------------ | -------------------------------------------- |
| Ана Клаудија Лемос да Силва                                                                    | 100 м        | 11,05 (+1,7 м/с) НР | 11,08 КВ      | 2. у гр. 5    | 11,25                 | 4. у гр. 2            | Није се квалификовала                      | 11 / 45 (46)       |                                              |
| Ана Клаудија Лемос да Силва                                                                    | 200 м        | 22,48 (+1,0 м/с) НР | 23,31         | 5. у гр. 1    | Није се квалификовала | Није се квалификовала | Није се квалификовала                      | 29 / 46 (50)       |                                              |
| Франсијела Красуки                                                                             | 100 м        | 11,13               | 11,17 КВ      | 2. у гр. 4    | 11,34                 | 6. у гр. 1            | Није се квалификовала                      | 15 / 45 (46)       |                                              |
| Франсијела Красуки                                                                             | 200 м        | 22,76               | 23,20         | 3. у гр. 4    | Нису се квалификовале | Нису се квалификовале | Нису се квалификовале                      | 23 / 46 (50)       |                                              |
| Joelma Sousa                                                                                   | 400 м        | 51,54               | 53,01         | 6. у гр. 2    | Нису се квалификовале | Нису се квалификовале | Нису се квалификовале                      | 29 / 35 (36)       | Архивирано на веб-сајту (24. септембар 2015) |
| Евелин Дос Сантос Ана Клаудија Лемос да Силва Франсијела Красуки Росанжела Сантос* Ванда Гомез | 4 х 100 м    | 42,29 НР            | 42,29 КВ, ЈАР | 2. у гр. 3    |                       |                       | Нису завршиле трку                         | Нису завршиле трку |                                              |
| Фабијана Мурер                                                                                 | Скок мотком  | 4,85 НР             | 4,55 кв       | 6. у гр. Б    | 4,65                  | 5 / 19 (22)           |                                            |                    |                                              |
| Карла Розе да Силва                                                                            | Скок мотком  | 4,53                | 4,30          | 9. у гр. А    | Нису се квалификовале | 19 / 19 (22)          |                                            |                    |                                              |
| Жеиса Арканжо                                                                                  | Бацање кугле | 19,02               | 17,55         | 8. у гр Б     | Нису се квалификовале | 18 / 29 (30)          | Архивирано на веб-сајту (29. октобар 2013) |                    |                                              |
| Жусилене де Лима                                                                               | Бацање копља | 61,98 НР            | 55,18         | 12. у гр А    | Нису се квалификовале | 26 / 27               |                                            |                    |                                              |
| Фернанда Ракел Боржес Мартинс                                                                  | Бацање диска | 61,98 НР            | Без пласмана  | Без пласмана  | Није се квалификовала | Није се квалификовала |                                            |                    |                                              |
| Кеила Коста                                                                                    | Троскок      | 14,58 (+2,0 м/с) НР | 13,82         | 7. у гр А     | Није се квалификовала | 13 / 21               |                                            |                    |                                              |

- Атлетичарка у штафети означена звездицом је учествовала у штафети у предтакмичењу, али не у финалу.